# Црква Светог Ђорђа у Речану
Црква светог Ђорђа у селу Речане код Суве Реке, североисточно од Призрена, је задужбина непознатог српског војводе који је ту сахрањен. На основу делимично очуваног натписа на ктиторовом гробу, закључује се да је црква подигнута и живописана током 1360-тих година, пре смрти непознаог војвода који је преминуо 23. децембра 1370. године. Неки радови на заштити грађевине су рађени 1926. године, а њена архитектура и живопис су у целини конзервирани у периоду од 1956. до 1960. године.

## Заштита и тренутно стање
Црква светог Ђорђа у Речанима је 1990. године стављена под заштиту Републике Србије, као споменик културе од изузетног значаја. После окончања НАТО агресије на СРЈ и доласка снага КФОРа на простор јужне српске покрајине, албански терористи су у јуну 1999. године минирали, дигли у ваздух и сравнили са земљом цркву светог Ђорђа у Речанима.

## Историја
Црква је настала највероватније на традицији широм православног света да припадници војног племства које имало обичај да гради такве цркве.  Црква је горела и била делимично срушена. Први заштитни радови предузети су 1926. године, док је потпуна конзервација изведена у периоду од 1956. до 1960. године.

## Архитектура
Црква је имала основу сажетог уписаног крста, над којом се уздизала осмострана купола.  Oсмострано кубе које се ослања на пиластре на угловима са спољне стране има прислоњене колонете једноставног, правоугаоног пресека. Aпсидa је изнутра полукружна, а споља тространа. На јуж ној страни олтарског простора налази се ниша правоугаоног облика, а на
североисточном ниша полукружне основе и засведена. У доњим деловима црква је зидана каменом неправилног облика, а у горњим деловима и сводовима правилним тесаницима сиге. Купола је грађена од наизменичних редова сиге и опеке, карактеристичном за Вардарски стил, коме ова црква припада.. Скроман керамопластични украс заступљен је углавном на јужној фасади цркве.
Архитектонским решењем основе црква је блиска цркви Свете Варваре, односно Светог Димитрија у селу Кметовце, што је доводи у везу и са црквом Светог Николе у манастиру Светог Арханђела код Призрена.

## Живопис
Живопис у цркви био је доста оштећен, услед пожара, као и делимичне разрушености цркве средином 19. века. Сматра се да је дело локалних мајстора, највероватније из Призрена који су према мишљењу САНУ...
Инспирисани остварењима из прве половине 14. века показивали неке архаичне одлике, али и извесне црте карактеристичне за савремене токове, па и за уметност потоњег времена.
Поред уобичајених представа, живопис је специфичан по циклусу композиција о животу светог Ђорђа. Десетак сцена, базирано је на словенској редакцији мита о овом свецу.